# 中山由起枝
中山 由起枝（なかやま ゆきえ、1979年3月7日 - ）は、日本の元クレー射撃選手。茨城県結城市出身。日立建機クレー射撃部所属。2000年シドニーオリンピック、2008年北京オリンピックおよび2012年ロンドンオリンピック、2016年リオデジャネイロオリンピック、2020年東京オリンピック（2021年開催）の5大会日本代表。

## 経歴
結城市立結城中学校、埼玉栄高等学校卒業。順天堂大学大学院スポーツ健康科学研究科修了。高校まではソフトボールで捕手をしていたが、社会人から射撃競技を始めた。2000年シドニーオリンピックの射撃競技で五輪に初出場し、翌2001年に長女を出産しシングルマザーとして育ててきた。
2008年北京オリンピックで4位入賞。
2020年3月、男子トラップ代表の大山重隆と結婚し、夫婦で東京オリンピック出場を果たす（それぞれ射撃クレー・トラップ、ペアで混合クレー・トラップに出場）。日本の女性アスリートで5度の夏季オリンピックに出場するのは、谷亮子（柔道）、三宅宏実（ウェイトリフティング）に次いで3人目。東京オリンピック射撃クレー・トラップでは合計115点の19位、新種目の混合クレー・トラップでは合計145点でベストスコアだったが予選5位に終わった。
2021年7月31日、現役引退を表明。

## 記録
- 1999年 全日本選手権大会で4位。
- 1999年 ワールドカップ大会で個人5位。団体2位。
- 1999年 ワールドカップ大会で個人3位。団体2位。
- 1999年 世界クレー射撃選手権フィンランド大会で15位。
- 2000年 初の五輪出場。シドニー五輪のダブルトラップで13位。
- 2008年 北京五輪クレー射撃の女子トラップで4位入賞。

なお、長女が日章旗を持って応援しようとしたが、組織委担当者に禁じられて泣くというハプニングが起きた。
- 2010年 広州アジア大会の女子クレー・トラップ個人で日本人初の金メダルを獲得。
- 2012年 ロンドン五輪予選敗退
- 2013年 世界クレー射撃選手権リマ大会の女子クレー・トラップ個人で銀メダルを獲得。
- 2015年 世界クレー射撃選手権カバラ大会の女子クレー・トラップ個人で金メダルを獲得。これによりリオデジャネイロ五輪の国別出場枠を獲得した。
- 2016年 リオデジャネイロ五輪 予選敗退
- 2021年 東京オリンピック射撃クレートラップ19位予選敗退[5]、混合クレー・トラップ予選5位入賞[3]